# Artilerijske enote
Artilerijske enote so vse vojaške enote, ki so oborožene s artilerijskim orožjem, izurjene za artilerijsko bojevanje.
Glede na način premikanja, artilerijske enote razdelimo na:
- stacionarne/nepremične (so del fortifikacij in niso sposobne premikov)
- konjeniške artilerijske enote (artilerijske enote, ki uporabljajo konje kot obliko transporta)
- vlečne artilerijske enote (artilerijske enote, ki uporabljajo vozila za prevoz)
- samovozne artilerijske enote (artilerijske enote, ki uporabljajo samovozno artilerijo)

Posebna oblika artilerijskih enot so raketne enote.

## Primeri artilerijskih enot
- 460. artilerijski bataljon
- 31. lahki topniški polk protiletalske obrambe
- 18. poljska artilerijska brigada (zračnoprevozna)
- 202. mešana topniška brigada
- Polk artilerije